# Jan Poděbradský
Jan Poděbradský (né le 1er mars 1974 à Prague) est un athlète tchèque, spécialiste du décathlon.

## Biographie
Il se classe quinzième du décathlon lors des Championnats du monde 1995 de Göteborg. Son record personnel, établi en juin 2000, est de 8 314 points.
En 2000, Jan Poděbradský remporte le titre du relais 4 × 400 m lors des Championnats d'Europe en salle de Gand en Belgique, en compagnie de Jiří Mužík, Štěpán Tesařík et Karel Bláha. L'équipe de République tchèque devance l'Allemagne et la Hongrie. 

### Palmarès
| Date | Compétition                    | Lieu     | Résultat | Épreuve   |
| ---- | ------------------------------ | -------- | -------- | --------- |
| 1995 | Championnats du monde          | Göteborg | 15e      | Décathlon |
| 2000 | Championnats d'Europe en salle | Gand     | 1er      | 4 × 400 m |

### Records
| Épreuve   | Performance | Lieu   | Date         |
| --------- | ----------- | ------ | ------------ |
| 400 m     | 45 s 92     | Prague | 20 juin 1998 |
| Décathlon | 8 314 pts   | Arles  | 4 juin 2000  |